# خوسيه لويس تامايو
خوسيه لويس تامايو هو محامي وسياسي إكوادوري، ولد في 29 يوليو 1858 في مقاطعة غاياس في الإكوادور، وتوفي في 7 يوليو 1947 في غواياكيل في الإكوادور بسبب ذات الرئة. حزبياً، نشط في Ecuadorian Radical Liberal Party ‏.